# 木住野彰悟
木住野 彰悟（きしの しょうご、1975年 - ）は東京都生まれの日本のアートディレクター、グラフィックデザイナー。企業や商品のビジュアル・アイデンティティ(VI)、ロゴ、パッケージデザイン、空間におけるサインデザインなどを手掛ける。

## 略歴
1975年、東京都に生まれる。1996年東京YMCAデザイン研究所卒業。1996年から2007年まで廣村デザイン事務所に勤務し、廣村正彰に師事。2007年、6Dを設立。
2013年、ニットブランド「it knit（イットニット）」を立ち上げる。絵柄はモザイク肖像画で、具体的なイメージが浮かぶ直前のもやもやした状態を抽象的に表現した。2015年、オリジナル商品「さくら・バラのクラッカー」をデザイン・制作する。クラッカーから出る紙吹雪が桜やバラの花びらになっており、イベントやパーティーなどの祝い事で使用でき、楽しさの余韻を感じさせる。
2010年から2014年まで東京造形大学非常勤講師。2016年から2020年まで東京工芸大学芸術学部デザイン学科准教授。デジタルハリウッド大学特任教授。公益社団法人日本グラフィックデザイナー協会/JAGDA会員、東京タイプディレクターズクラブ/TDC会員。
2016年にD&AD（ロンドン）グラフィックデザイン部門の審査員、2017年からグッドデザイン賞の審査員、2024年にコクヨデザインアワード2024の審査員を務める。

## 受賞
- 2010年 JAGDA新人賞[3] ／ ADC賞受賞
- 2012年 DFAアジアデザイン賞 シルバー
- 2013年 D&AD ゴールド ／ One Show 入賞 ／ カンヌライオンズ ゴールド
- 2014年 D&AD ブロンズ ／ One Show シルバー・ブロンズ ／
- 2015年 D&AD ブロンズ ／ One Show シルバー ／ 日本サインデザイン賞 最優秀賞・審査員特別賞・優秀賞
- 2016年 D&AD ブロンズ ／ ADC賞 ／ 日本サインデザイン賞 優秀賞 ／ DAFFアジアデザイン賞 ゴールド
- 2017年 日本パッケージデザイン大賞 銅賞 ／ JAGDA賞
- 2018年 日本サインデザイン賞 銀賞・銅賞
- 2019年 日本パッケージデザイン大賞 金賞 ／ サインデザイン賞 金賞・銅賞
- 2020年 D&AD Graphite Pencil・Wood Pencil ／ DFAアジアデザイン賞 Grand Award・ゴールド・ブロンズ
- 2022年 One Show シルバー[10]

## 主な仕事
2010年
- 長野県川上村レタス農家・ラクエ VI計画[11]

2013年
- 特種東海製紙が主催するペーパークラフトアワード・紙わざ大賞のロゴデザイン(2013-2014)[12]
- 東京都多摩地域JAマインズ アートディレクション・VI・サイン計画[13]
- 愛知県豊田市「とよたVISION」ミライのフツーを目指そうプロジェクト アートディレクション・ロゴデザイン[14]
- 竹尾 (企業)の特殊紙「NTスフール」の販促用ツールデザイン[15]

2014年
- 柏の葉スマートシティ（三井不動産）サイン計画[16]
- 公衆浴場・天然温泉久松湯 ロゴ・サイン計画[17]
- 結城紬の老舗問屋・結城澤屋 ロゴ・サイン計画[18]

2018年
- 小田急ロマンスカーGSE70000デビュー 新宿駅ジャック広告[19]

2020年
- 出雲大社埼玉分院 アートディレクション・VI・サイン計画[20]
- 北村写真機店（カメラのキタムラ旗艦店、新宿） アートディレクション・VI・サイン計画[1][2][21]

2022年
- ドッグアクセサリーブランド「Gris」ロゴデザイン・アートディレクション[22]
- 神奈川県立図書館新本館 ロゴデザイン、サイン計画[23]
- 埼玉県北本市「my CLINIC」VI・サイン計画 - 広告賞「THE ONE SHOW 2022」（ニューヨーク）シルバー受賞[10]

2024年
- 不二家リブランディング[7][24]
- 2024年度「グッドデザイン賞」公式ビジュアルのデザイン[25]

年代未確認
- 京都 新風館　VI・サイン計画[1][2]
- 那須塩原市図書館みるる　VI・サイン計画
- imperfect  アートディレクション・パッケージ・サイン計画[2]
- 梓設計本社オフィス サイン計画
- オンワード樫山KASHIYAMA アートディレクション・VI計画[1][2]
- JAL STEAM SCHOOL アートディレクション・VI計画
- 小田急線登戸駅 ドラえもんサイン計画[1]
- 小田急線路線図 グラフィックデザイン[1][2]
- KIRIN Home Tap アートディレクション・ロゴデザイン[1][2]
- 渋谷PARCO サイン計画[1]
- サントリー 愛鳥活動 Line of Life アートディレクション
- WINERYSTAY TRAVIGNE（CAVE D'OCCI） ロゴ・サイン計画
- 伊勢 ゑびや アートディレクション・VI・サイン計画
- EBILAB　アートディレクション・VI計画
- ライフクリニック蓼科 VI・サイン計画
- 小田原城 サイン計画
- 常陽銀行企業ポスター ポスターデザイン
- 月桂冠 パッケージデザイン
- ロッテ ZEROシリーズ パッケージデザイン[1]
- ノーザンホースパーク アートディレクション・VI計画
- 千葉県市原市市役所 サイン計画
- 新宿NEWoMan サイン計画[2]
- 新宿LUMINE0 サイン計画[2]
- HMV&BOOKS VI計画
- つくばみらい市陽光台小学校 サイン計画
- TIFF TOKYO第24回東京国際映画祭 アートディレクション
- 豊田市世界環境ウィーク アートディレクション
- BOOKWAGON(凸版印刷) グラフィックデザイン
- Francfranc スプリングキャンペーン
- 池袋西武 リニューアルポスター
- NTTドコモ 環境憲章ポスター
- 丸ビル ICカード訴求キャンペーンポスター
- 東京ミッドタウン・デザインハブ第25回企画展
- 立正大学 壁面グラフィック
- 埼玉県鴻巣市立図書館 サイン計画
- 石川県金沢市 和時計メーカー・シーブレーン「はなもっこ」 VI担当
- 東京都港区 MINATO DOG（みなと保健所） 愛犬マナーアップキャンペーン
- 無印良品 クリスマスリーフレット
- 福井ブローウィンズ ロゴデザイン

## 展覧会
- Shogo Kishino exhibition "it knit"　2015年2月20日-2月24日 ROCKET（原宿）[26][5]
- 木住野彰悟「寸法」展 2021年4月1日-4月18日 OFS gallery(東京都港区)[8][27]

## 審査員
- D&AD 審査員 2016年[1]
- グッドデザイン賞 審査員 2017年-[1]
- コクヨデザインアワード2024 審査員[9]